# فاوینیانا
فاوینیانا (به ایتالیایی: Favignana) یک کومونه در ایتالیا است که در استان تراپانی واقع شده‌است.

## خصوصیات
فاوینیانا ۳۷ کیلومترمربع مساحت و ۴٬۳۸۳ نفر جمعیت دارد و ۶ متر بالاتر از سطح دریا واقع شده‌است.